# Szewna (gmina)
Szewna (do 1954 Częstocice) – dawna gmina wiejska istniejąca w latach 1973–1976 w woj. kieleckim (dzisiejsze woj. świętokrzyskie). Siedzibą władz gminy była Szewna.
Gmina została utworzona w dniu 1 stycznia 1973 roku w powiecie opatowskim w woj. kieleckim. 1 czerwca 1975 roku gmina weszła w skład nowo utworzonego mniejszego woj. kieleckiego.
1 lipca 1976 roku gmina została zniesiona przez połączenie z dotychczasową gminą Bodzechów w nową gminę Bodzechów z siedzibą w Ostrowcu Świętokrzyskim.